# 多籽五层龙
多籽五层龙（学名：Salacia polysperma）为翅子藤科五层龙属下的一个种。

## 扩展阅读
維基物種上的相關：多籽五层龙